# Dibromthymochinon
Dibromthymochinon ist eine chemische Verbindung aus der Gruppe der Benzochinone. In der Forschung wird die Verbindung als Photosynthesegift, welches die Qo-Stelle im Cytochrom-b6f-Komplex hemmt, verwendet.

## Derivate
- J. Hoffmann: Ueber einige Derivate des Dibromthymochinons. In: Berichte der deutschen chemischen Gesellschaft. Band 34, Nr. 2, Mai 1901, S. 1558–1561, doi:10.1002/cber.19010340235.